# Regillio Simons
Regillio Simons (nascut el 28 de juny de 1973) és un entrenador i exjugador de futbol professional neerlandès. És el pare del futbolista Xavi Simons.

## Carrera de jugador
Simons va començar a jugar a futbol a Amstelland. Va jugar a Telstar, Fortuna Sittard, NAC Breda, Willem II, Kyoto Purple Sanga (Japó), ADO Den Haag i TOP Oss. En el seu millor moment va jugar pel Fortuna Sittard. A la temporada 1998-99, va tenir una gran contribució amb dos gols en una victòria per 1-3 contra l'Ajax a l'Amsterdam Arena. Aquest mateix any, va marcar quatre gols en una victòria a casa per 6-4 contra el PSV Eindhoven. Després d'acabar la seva carrera professional, va jugar al Türkiyemspor, un club amateur d'Amsterdam que jugava a la màxima lliga dominical. Des de l'estiu del 2008, va jugar dos anys a l'Ajax Amateurs.

## Carrera d'entrenador
El 2005, Simons va començar la seva carrera d'entrenador i es va convertir en entrenador en cap de diversos clubs. Va ser nomenat entrenador en cap de l'equip sub-21 del Volendam el 2023, però va passar a dirigir el primer equip el 2024 després de la destitució de Matthias Kohler. Després de patir el descens de l'Eredivisie amb el Volendam, ambdues parts van acordar rescindir el seu contracte el maig de 2024.

## Vida personal
Nascut als Països Baixos, Simons és d'ascendència surinamesa. Un dels seus dos fills, Xavi Simons, és jugador del club alemany RB Leipzig. Simons va obtenir la UEFA Pro License el 2010.